# Towarzystwo Gimnastyczne „Sokół” w Bytomiu

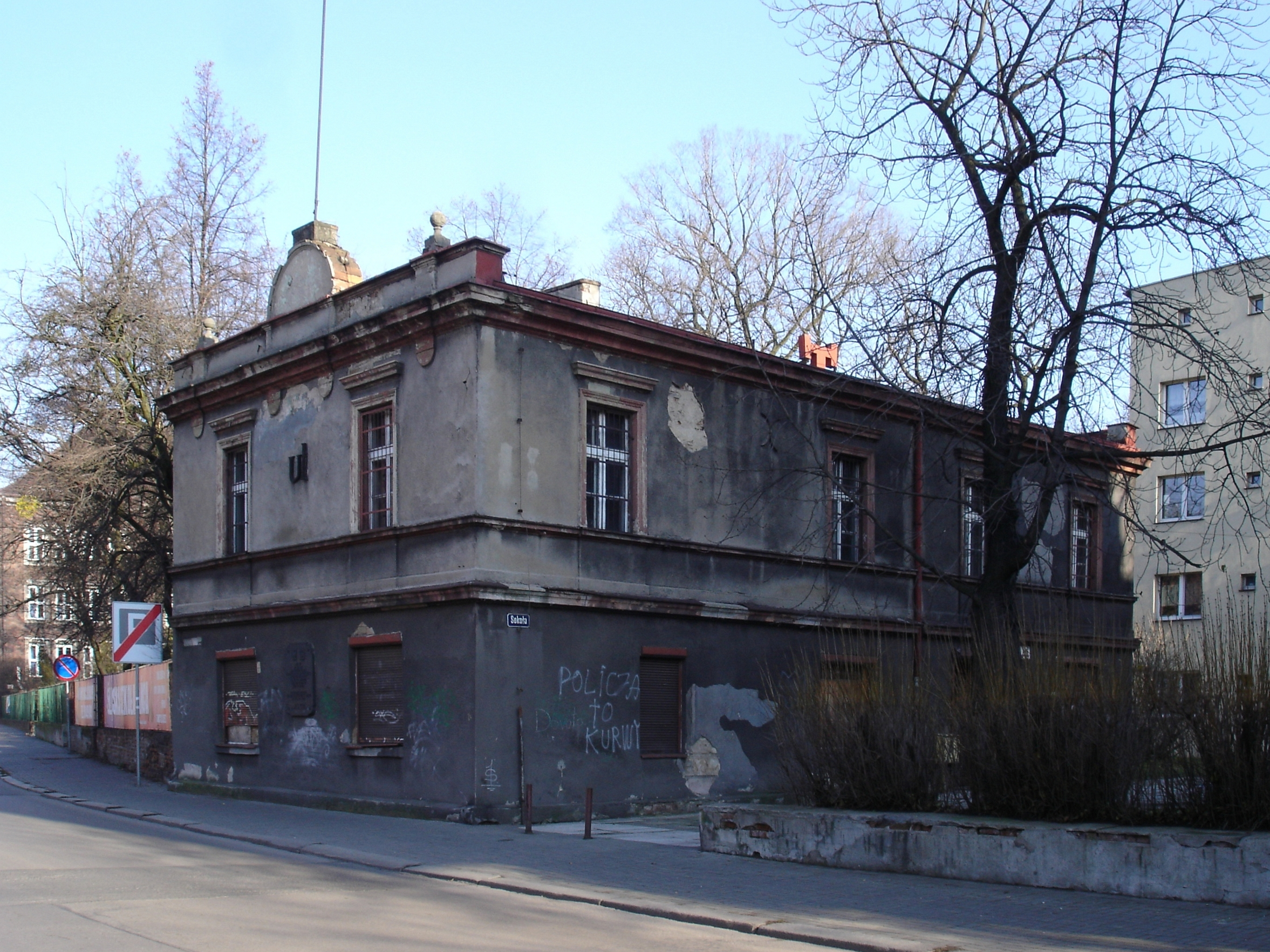
Siedziba Towarzystwa, Dom Polski „Ul” w Bytomiu od strony ulicy Korfantego, fot. 2016 r.

Towarzystwo Gimnastyczne „Sokół” w Bytomiu – pierwsze na Górnym Śląsku gniazdo Polskiego Towarzystwa Gimnastycznego „Sokół” utworzone 13 października 1895 roku w Bytomiu.

## Geneza
Pierwsze organizacje sokolskie tworzyły się na Śląsku już w XIX wieku. Idea tworzenia towarzystw gimnastycznych rozpowszechniła się wśród Polaków przychodząc z Czech. Pierwsze polskie gniazdo ruchu sokolskiego zostało założone 7 lutego 1867 we Lwowie. Natomiast pierwsze gniazdo „Sokoła” utworzone przez Polaków mieszkających na Dolnym Śląsku powstało 21 lipca 1894 roku we Wrocławiu. Prezesem zarządu organizacji był Marian Hubiński.
Towarzystwo bytomskie należało do pierwszych 4. gniazd Sokoła, które powstały na Śląsku. Razem z gniazdami we Wrocławiu, Roździeniu oraz Królewskiej Hucie tworzyły VI okręg śląski Polskiego Towarzystwa Gimnastycznego „Sokół”.

## Historia

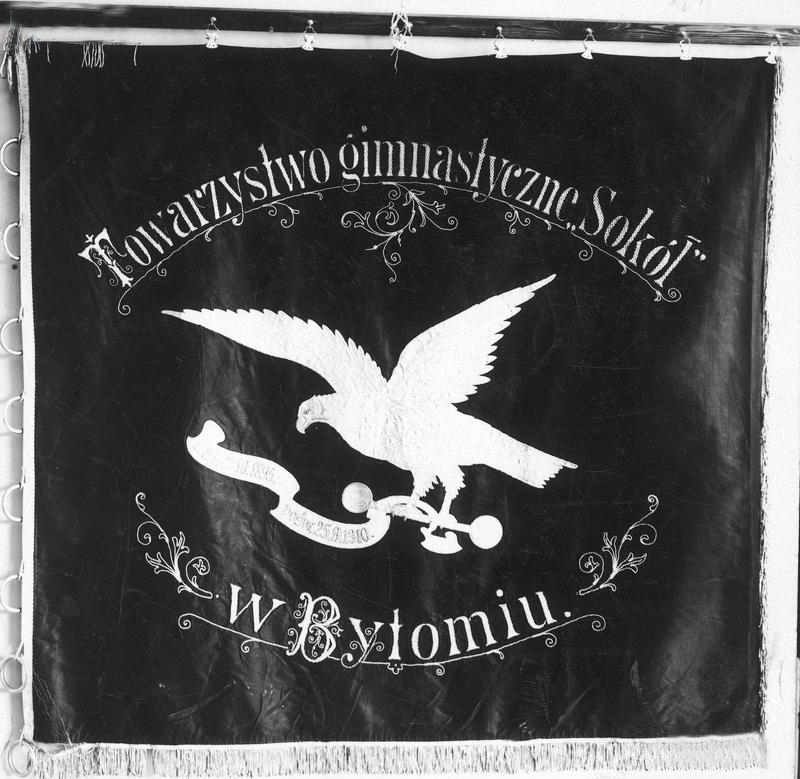
Sztandar pierwszego gniazda Towarzystwa Gimnastycznego „Sokół” na Górnym Śląsku założonego w 1895 roku w Bytomiu (ufundowany w 1910 roku)

W dniu 13 października 1895 roku w Bytomiu powstało pierwsze górnośląskie gniazdo „Sokoła”, Założył je robotnik Józef Tucholski. Organizacja początkowo liczyła 20 osób. W skład pierwszego Wydziału wchodzili druhowie: Stanisław Sztykowski – prezes ; Kwiatkowski – sekretarz; Pietrzykowski – skarbnik: Józef Tucholski – naczelnik: Kramer – zastępca naczelnika i przodownik.
Kolejnym prezesem od 5 stycznia 1896 roku prezesem został dziennikarz, polityk oraz późniejszy poseł do parlamentu w Berlinie Paweł Dombek. Już w 1896 roku 20. górnośląskich „Sokołów” oraz 30 wrocławskich z Dolnego Śląska wzięło udział w pierwszym tzw. wszechsokolskim zlocie w Krakowie, na który przyjechały wszystkie aktywne polskie organizacje sokolskie. Organizacje sokolskie na Śląsku od początku stały się obiektem prześladowań niemieckiej policji. Członkowie Towarzystwa Gimnastycznego „Sokół” w Katowicach, którzy we wrześniu 1896 na zaproszenie kolegów udali się do Bytomia zostali aresztowani na dworcu przed wejściem do pociągu i wytoczono im proces sądowy ponieważ jadący z nimi niemieccy podróżni poczuli się - "urażeni ich organizacyjnym strojem".
7 lutego 1904 roku organizacja została rozwiązana odgórną decyzją administracyjną po kolejnym procesie sądowym wytoczonym przez władze niemieckie. Jednak już dwa miesiące później założono ją na nowo ze zmienionym zarządem. Prezesurę objął Zygmunt Marweg, a od 1908 prezesem został Michał Wolski, który w 1910 ufundował sztandar organizacji.
W początku 1920 roku Sokół w Bytomiu liczył 155 osób w tym 50 kobiet i 40 młodzieży. Cały bytomski okręg TGS liczył wówczas 2077 członków w 18 gniazdach regionalnych, a w samym Bytomiu ich liczba wzrosła pod koniec roku do 205 osób.. W 1920 funkcję prezesa pełnił Jan Smoczyk.
Rozwój organizacji przerwał w 1939 roku wybuch II wojny światowej. W okresie powojennym nie została reaktywowana ponieważ członkowie oraz sama idea towarzystwa była prześladowana przez władze komunistyczne Polskiej Rzeczypospolitej Ludowej.
25 listopada 2016 r. zostało reaktywowane Towarzystwo Gimnastyczne "Sokół" w Bytomiu z dh. Wojciechem Zrayko na czele. W 2018 r. nowym prezesem został dh. Witold Madej.

## Działalność
Organizacja propagowała sport oraz gimnastykę w regionie i początkowo korzystała z wynajętej publicznej sali gimnastycznej. Członkowie ze składek zakupili własne przyrządy do ćwiczeń gimnastycznych.
Sokół bytomski prowadził również własną działalność wydawniczą. W latach 1920–1921 w Bytomiu wydawał własne pismo „Orędzie Sokole”, którego redaktorem naczelnym był Augustyn Świder. W 1935 roku na podstawie relacji członków opublikowano w Katowicach również książkę Czterdziestolecie "Sokoła" w Bytomiu podsumowującą historię oraz działalność .
Po zakończeniu II wojny światowej organizacja została zakazana przez władze PRL, a wszelkie informacje o niej podlegały cenurze prewencyjnej PRL.

## Organizacja
- Okręg bytomski towarzystwa pod kierownictwem Józefa Kałdonka. Podlegało mu 18 lokalnych gniazd, w skład których wchodziło w sumie 2077 członków.

| Lp. | Gniazdo         | Data założenia         | Liczba członków |
| --- | --------------- | ---------------------- | --------------- |
| 1   | Bytom           | 13 października 1895   | 205             |
| 2   | Bobrek          | 15 marca 1919          | 80              |
| 3   | Szarlej         | 23 lutego 1919         | 265             |
| 4   | Karb            | 16 lutego 1919         | 53              |
| 5   | Szombierki      | 10 lutego 1919         | 66              |
| 6   | Łagiewniki      | 14 marca 1919          | 154             |
| 7   | Godula          | 5 maja 1919            | 92              |
| 8   | Brzozowice      | 1 listopada 1918       | 104             |
| 9   | Brzeziny        | 27 listopada 1912      | 95              |
| 10  | Kamień          | 23 marca 1919          | 67              |
| 11  | Wielka Dąbrówka | 20 lipca 1919          | 184             |
| 12  | Orzegów         | 23 listopada 1913      | 130             |
| 13  | Piekary         | 16 maja 1905           | 140             |
| 14  | Nowy Bytom      | 6 kwietnia 1919        | 168             |
| 15  | Mała Dąbrówka   | 25 stycznia 1920       | 55              |
| 16  | Miechowice      | 20 stycznia 1920       | 93              |
| 17  | Rokitnica       | 9 lutego 1919          | 76              |
| 18  | Maciejkowice    | 7 marca 1920           | 50              |
|     |                 | Liczba członków ogółem | 2077            |